# Königliches Lagerhaus
Das Königliche Lagerhaus war eine der bedeutendsten Wollmanufakturen des 18. Jahrhunderts in Preußen. Es wurde 1713 vom Bankier und Unternehmer Johann Andreas Kraut gegründet. Standort der Manufaktur war das Hohe Haus in der Klosterstraße in Berlin-Mitte.
Das Lagerhaus beschäftigte zeitweise das gesamte Berliner Tuchmacherhandwerk und war lange Zeit Berlins größter Betrieb.
Die Anfangsjahre des Unternehmens waren defizitär. Die Wirtschaftlichkeitsprobleme konnten jedoch überwunden werden. Dabei halfen typische merkantilistische Maßnahmen wie Einfuhrbeschränkungen für ausländische Tücher, ein Ausfuhrverbot für Rohwolle sowie das Ausrüstungsmonopol für das preußische Heer.
Aufgrund wechselnder Eigentumsverhältnisse und der Konkurrenz zur einheimischen Seiden- und Baumwollproduktion stagnierte die Entwicklung des Unternehmens trotz seiner Monopolrechte. Die Produkte des Lagerhauses wurden zunehmend als im Verhältnis zu ihrer Qualität zu teuer eingestuft. Anfang des 19. Jahrhunderts ging das Unternehmen schließlich ein.

## Vorgeschichte

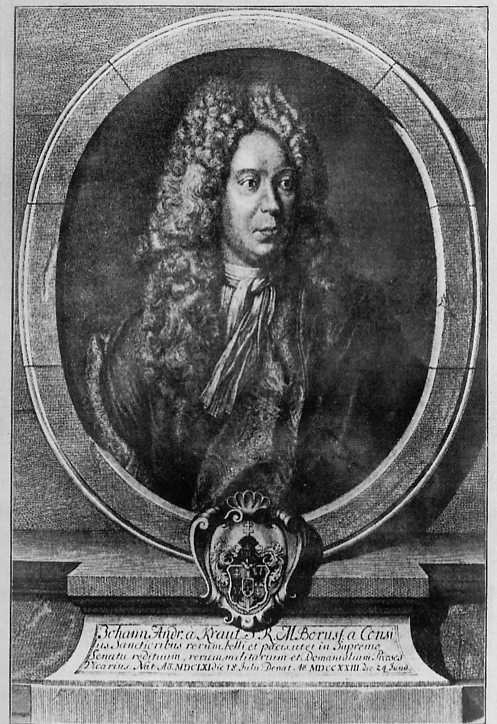
Johann Andreas von Kraut, Gründer des Lagerhauses

Die Wolle war im Königreich Preußen einer der wenigen, reichlich vorhandenen, natürlichen Rohstoffe. Damit bot sich das Wollgewerbe als natürliche Leitindustrie für das wirtschaftlich zurückgebliebene Land an. Zudem schien der dafür notwendige Absatzmarkt durch den Eigenbedarf gesichert. Das Textilgewerbe in Preußen befand sich seit dem Dreißigjährigen Krieg in einer Krise und hatte 1713 bei Amtsantritt des Königs Friedrich Wilhelm I., noch immer nicht den Stand von 1618 wieder erreicht. Der König beabsichtigte durch die Einrichtung eines zentralen Verlagsinstituts für Wolle, diesem Gewerbe zu neuem Wachstum zu verhelfen. Dieser Verlag sollte den Plänen nach die preußische Armee mit Stoffen und Uniformen versorgen.
Der Soldatenkönig verband mit der Förderung der Wollerzeugung drei wichtige Ziele absolutistischer Wirtschaftspolitik. Erstens verhinderte er, dass Rohstoffe und Geld außer Landes gingen. Er sicherte zweitens die Versorgung der Armee unabhängig von der Einfuhr ausländischer – bis dahin meist sächsischer – Manufakturwaren. Drittens förderte er Arbeits- und Existenzmöglichkeiten für die Bewohner der Hauptstadt Berlin und sorgte damit auch für steigende Steuerzahlungen.
Mit Johann Andreas Kraut fand der König die geeignete Persönlichkeit für dieses Vorhaben. Der über Reichtum, weitreichende Verbindungen und Unternehmungsgeist verfügende Bankier erhielt im August 1713 den Auftrag, ein Lagerhaus zu gründen, aus dem die Armee jederzeit ihren Bedarf decken konnte.

## Konzept der Manufaktur
Ursprünglich war dieses Lagerhaus nur als Verlag gedacht, das den Berliner Handwerkern die nötige Wolle vorschießen und die Fertigwaren gegen Lohn wieder abnehmen sollte. Zudem sollte es die für den Produktionsprozess notwendige Wolle vorrätig halten.
Das Herstellen von groben Tuchen für die Bekleidung der Mannschaft in der Armee stellte keine Schwierigkeit dar. Feine Tuche für die Offiziere wurden in Preußen bis zu diesem Zeitpunkt nur wenig produziert. So wurden von nun an die feinen Tuchsorten in den Räumen des Lagerhauses, abgesehen vom Spinnen, selbst hergestellt und verfertigt. Darüber hinaus wurde im Lagerhaus die von den Heimarbeitern gelieferten gröberen Mannschaftstuche weiterverarbeitet.
Vom Typ her handelte es sich beim Lagerhaus somit um eine Mischform zwischen einer zentralisierten und dezentralisierten Manufaktur: zentralisiert, weil alle Produkte zur Herstellung eines Produktes arbeitsteilig unter einem Dach ausgeführt wurden; dezentralisiert, da sie wichtige Teilarbeiten von formal selbstständigen Handwerkern außer Haus ausführen ließ und die Erzeugnisse nur noch veredelte.

## Unternehmensgeschichte

### Unter König Friedrich Wilhelm I. (1713–1740)

Das Hohe Haus, um 1750

Wie groß das Projekt von Anfang an geplant war, zeigt das der Manufaktur zur Verfügung gestellte Gebäude: das Hohe Haus in der Klosterstraße. Bis zum Bau des Stadtschlosses im 15. Jahrhundert hatte das Hohe Haus als Wohnung für die Kurfürsten gedient, wenn sie den Städten Cölln und Berlin einen Besuch abstatteten. Als Johann Andreas Kraut den zu neuer, nunmehr gewerblicher Nutzung bestimmten Komplex im Jahre 1713 übernahm, bestand dieser aus drei zusammenhängenden langgestreckten Gebäuden.
Kraut brachte 1713 ein Anfangskapital von 100.000 Talern mit ein. Für die Verarbeitung der einfachen heimischen Landwolle holte Kraut mit königlicher Unterstützung Weber aus niederlausitzischen, neumärkischen und südpolnischen Tuchmacherstädten und beschäftigte Gesellen aus Sachsen. Diese erledigten die Arbeit des Spinnens und Webens als Auftragsarbeit in ihren Wohnungen.
Die feine meist aus Spanien importierte Wolle dagegen schrobelte, kämmte, kartätschte und spann man im Lagerhaus selbst. Für diese Tätigkeiten warb das Lagerhaus Meister und Gesellen in den Niederlanden und in Jülich an und stellte zudem Experten aus hugenottischen Kreisen ein.
Die eigentliche Betriebsleitung übernahm bald der Schwager von Kraut, Severin Schindler. Im Jahre 1715 begann schließlich die Produktion im Lagerhaus. Hauptabsatznehmer war die preußische Armee. 1714 legte das Montierungsreglement der Armee fest, dass alle zwei Jahre und ab 1725 jährlich die ganze Armee neu eingekleidet werden sollte.
Bereits 1716 wurde die preußische Armee vom Lagerhaus weitgehend mit Uniformstoffen versorgt. 1719 gab es 148, 1722 schon 154, 1724 242 Weber im Lagerhaus. Hinzu kommen 30 Tuchbereitergesellen und zahlreiche Hilfsarbeiter. Insgesamt gab es etwa 500 Beschäftigte im Lagerhaus im Jahr 1724. Dazu kamen noch schätzungsweise 5000 verlegte Spinner. Der hohe Anteil an Heimarbeitern entsprach ganz den Wünschen des Königs, denn er wollte möglichst viele verarmte und unterbeschäftigte Weber in Lohn und Brot bringen, da der Staat sonst nicht für sie sorgte. Schneiderarbeiten wurden im Lagerhaus dagegen nicht durchgeführt, sondern blieben dem Handwerk allein vorbehalten. 1719 gab es im Lagerhaus insgesamt 20 Webstühle für die Feintuchproduktion.

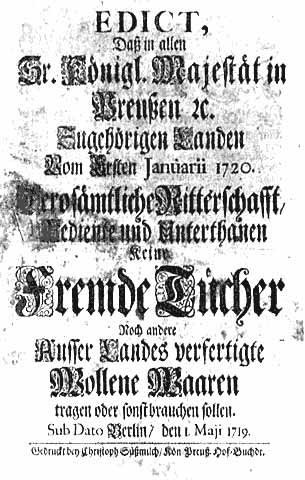
Königliches Wollausfuhrverbot vom 1. Mai 1719, das von allen Kanzeln verlesen wurde und vom 1. Januar 1720 an galt

1718 und 1719 erließ Friedrich Wilhelm I. im Interesse des Lagerhauses Wollausfuhrverbote auf Dauer und 1720 den Gebrauch fremder Wollwaren. Neu an den erlassenen Edikten war, dass vom Verbot auch die bisher außenvorgelassenen adeligen Gutsbesitzer mit einbezogen wurden und damit im Gegensatz zu früheren Edikten ein wirksames Ausfuhrverbot erreicht wurde.
Das Ergebnis dieses Ediktes war ein sofortiger Preissturz der Rohwolle um bis zu 50 Prozent. Die Folge war ein Aufschwung des heimischen Wollgewerbes und damit des Lagerhauses, das bis dahin – bedingt durch die hohen Rohstoffpreise und festen Lieferverträge mit festgesetzten Preisen – mit Verlust arbeitete. Der Adel, der seit 1593 das alleinige Recht auf Schafzucht besaß, erlitt erhebliche finanzielle Verluste.
Um den Adel an die Manufaktur zu binden, verpflichtete er diesen, dem Lagerhaus ein zinsloses Darlehen von 100.000 Reichstalern zur Verfügung zu stellen. Der König erhoffte sich, dass sich der Adel, der ja selbst Wollerzeuger war und eigene Interessen vertrat, nun stark am Gedeihen der Manufaktur beteiligen würde.
Zwischen Kraut und Friedrich Wilhelm I. kam es aufgrund der rigiden Eingriffspolitik des Königs zum Konflikt. Es ging darum, dass die Wolle, der wichtigste Rohstoff für die Tuchproduktion, durch das erlassene Ausfuhrverbot vom Lagerhaus komplett übernommen werden sollte und dort in Lohnarbeit (also im Verlag) verarbeiten zu lassen. Kraut selbst scheute diese zusätzliche Belastung, da er befürchtete, dass er die vermehrte Produktion nicht mehr absetzen konnte. Bald darauf starb Kraut 1723. Krauts Erben mussten darauf nach staatlichen Repressalien ihren Anteil am Lagerhaus dem Potsdamer Militärwaisenhaus abtreten.
Die Leitung des Unternehmens übernahm das Direktorium des Militärwaisenhauses, bestehend aus zwei Stabsoffizieren und einigen Räten aus dem Generaldirektorium. Das Lagerhaus erhielt durch die Verstaatlichung von nun an den Namenszusatz „königlich“. So arbeiteten zwischen 1724 und 1727 etwa 500 bis 900 Knaben und 42 Mädchen im Militärwaisenhaus für das Lagerhaus. In den Jahren 1735 bis 1740 waren es bereits 1300 bis 1400 Knaben und bis zu 150 Mädchen. 1778 sogar 1950 Kinder. Durch die dauernde Überbelastung der Kinder – sie mussten bis zu 10 Stunden am Tag arbeiten – starben jährlich etwa 200 von ihnen. Die Leitung des Lagerhauses übernahm 1723 ein Gremium von Beamten des Militärwaisenhauses.

### Unter König Friedrich II. (1740–1786)
1741 wurde vom neuen König Friedrich II. das bisherige, von seinem Vater zum Schutze des Wollgewerbes erlassene, Baumwollverbot aufgehoben. Damit bekamen die Wollmanufakturen eine starke Konkurrenz, durch die sie mehr und mehr ins Hintertreffen gerieten.
Der Siebenjährige Krieg führte zu einer schlechten wirtschaftlichen Situation des Lagerhauses. Infolge der durch Friedrich II. festgesetzten Münzverschlechterung und den starren Lieferverträgen nahm die Manufaktur nur noch etwa die Hälfte im Vergleich zu vorher ein. Im Jahre 1764 übernahm der Aachener Tuchmanufakturunternehmer Heinrich Schmitz als Pächter das Unternehmen, das bis dahin dem Direktorium des Potsdamer Militärwaisenhauses unterstand. Er zahlte dem Militärwaisenhaus eine jährliche Pacht von 22.000 Reichstalern. Es gelang ihm, das Unternehmen wieder zu sanieren. In den siebziger Jahren des 18. Jahrhunderts war es doppelt so groß wie noch 1740. Nach dem Tod von Heinrich Schmitz übernahmen sein Sohn Simon Schmitz und sein Schwiegersohn Paul Benedikt Wolff das Erbe.
Das Wollgewerbe in Berlin verzeichnete ab der Mitte der zweiten Hälfte des 18. Jahrhunderts eine leicht zurückgehende Tendenz. Das lag an der zunehmenden Konkurrenz anderer Staaten, die bessere Waren zu niedrigeren Preisen anbieten konnten. Zudem überschwemmte England ganz Europa mit billigen Wollstoffen. Dazu kam noch die inländische Konkurrenz (Cottbus, Luckenwalde, Schlesien). Auch sie boten bessere Qualität zu niedrigeren Preisen, aufgrund niedriger gezahlter Löhne an. In Berlin selbst gab es zudem um 1782 13 verschiedene Wollmanufakturen. Das wieder in Privatbesitz befindliche Lagerhaus war mit 2962 Beschäftigten die drittgrößte Berliner Wollmanufaktur. (Daneben: Manufaktur Wegely: 3466 Beschäftigte (musste daraufhin schließen), Manufaktur Lange: 3534 Beschäftigte).
Im Jahre 1783 ließ der König ein großes Weberhaus hinter dem Lagerhaus errichten, welches 48 Stuben und 84 spanische Stühle enthielt, an denen die heimischen Weber ihrer Arbeit nachgingen. Durch diesen Bau wurde von der sonst üblichen Heimarbeit abgewichen. 1785 verfügte das Lagerhaus über 221 Tuch- und Zeugstühle und 339 im Lagerhaus beschäftigte Weber. Diese stellten in dem Jahr 9280 Stück an Tüchern und Zeugen her, die einen Warenwert von 474.300 Reichstalern entsprachen. Die Zahl der anderen Facharbeiter betrug mehrere Tausend. Zu dieser Zeit verfertigen auch viele Weber außerhalb Berlins, wie z. B. in Brandenburg, Ruppin und Treuenbrietzen, Tücher für das Lagerhaus.

### Unter König Friedrich Wilhelm II. (1786–1796)
1787 verlor das Unternehmen sein Monopol zur Herstellung von feinen Tüchern für die Offiziere. Im selben Jahr verzeichnete das Lagerhaus wieder einen Aufschwung, nachdem die Löhne und Privilegien der Weber gekürzt wurden. Paul Benedikt Wolff führte das Unternehmen im Stil des Manchesterkapitalismus. Die Arbeiter versuchte er vollkommen rechtlos zu halten. 1794 streikten daraufhin die Weber. Nach harten Auseinandersetzungen endete der Streik der Weber am 22. August 1794 mit einem Sieg der Weber. Die Glanzperiode der wollenen Tuch- und Zeugproduktion endete um 1800, als die Baumwollkonkurrenz zu stark wurde. Als Folge ging das Lagerhaus ein.

## Arbeitsprozesse im Lagerhaus
Für die Produktion gab es im Lagerhaus riesige Arbeitssäle. Die Leitung der Manufaktur besaß ein kleines Kontor, in dem in einer großen Truhe Geld aufbewahrt wurde. Die übrigen Verwaltungsangestellten (wie z. B. Buchhalter, Kalkulatoren) besaßen ein gemeinsames, geräumiges Büro. Mitte der 1720er Jahre ging man im Lagerhaus zur doppelten Buchführung über, was den Überblick über die wirtschaftliche Lage der Manufaktur deutlich vereinfachte.
Der Einkauf der Wolle war ein komplizierter Vorgang, der erfahrene Einkäufer erforderte. Dies lag daran, dass die verschiedenen Landesteile Wolle mit unterschiedlicher Qualität herstellten. So mussten die Einkäufer die „besten“ Dörfer kennen. Gleich nach dem Einkauf der Wolle auf den Dörfern oder auf dem Wollmarkt wurde sie gewogen. Danach wurde sie sortiert. Das Sortieren der Wolle war ein sehr wichtiger Vorgang. Die Unterschiede in der Qualität waren abhängig von der Herkunft und der Jahreszeit, in der sie geschoren wurde. Beim Sortieren musste Wolle gleicher Stärke zusammengebracht werden, damit die Stoffe gleich fein wurden. Nach diesem Arbeitsschritt wurden die jeweiligen Sorten entsprechend in Säcke gefüllt und auf kleinen Wagen in ein Waschhaus mit kupfernen Kesseln gebracht und dort gewaschen.
Nach dem Waschen trennte man die Wolle nach der gröberen einheimischen Wolle und der feineren spanischen Wolle und brachte sie in besonders nummerierten Kammern unter. Im Lagerhaus wurde für die feineren Tucharten die spanische Merinowolle verwendet. Sie war wesentlich besser als die kurmärkische Wolle, kostete aber auch das Zehnfache.
Jetzt folgte der eigentliche Bearbeitungsprozess. Hierzu wurde von Frauen in dem großen Saal des Lagerhauses, die Wolle von Grobheiten und anderen Teilen gereinigt und durch auseinanderziehen und zupfen der Wolle gelockert. Danach wurde die Wolle in einem mit Wasser, faulendem Urin, etwas Salz und Pottasche gefüllten Kessel erhitzt und anschließend in einem Drahtkorb in der Spree gewaschen.
Danach folgte der Arbeitsvorgang des Kämmens. Die bei diesem Prozess übrig gebliebene Wolle wurde danach pfundweise wieder in den Verarbeitungsprozess eingefügt.

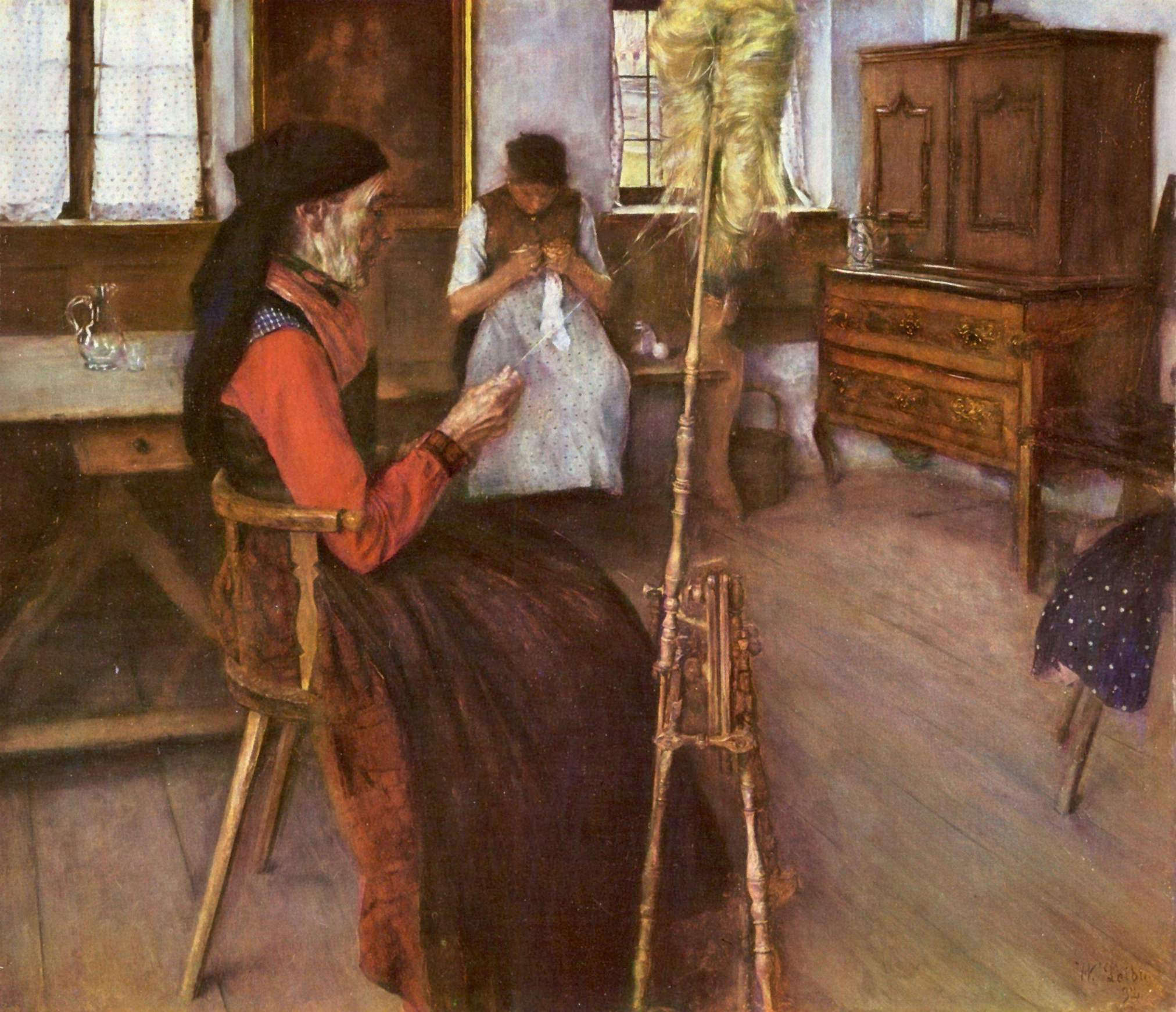
Spinner bei der Heimarbeit, Gemälde von Wilhelm Leibl, 1892

Nach diesem Prozess folgte das Schrobeln und Spinnen. Nach dem Spinnen musste das Garn noch vereinigt und gespult werden. Danach kam das Garn zur Weiterverarbeitung in eine Zwirnmühle, die vielfach selbstständige Betriebe darstellten. Nachdem das Garn dort gewaschen worden war, wurde es nun gefärbt.
Dem folgte der Prozess des Webens. Dazu spulte man in einer Kammer das Garn und zog es auf große „Scherrahmenketten“. In dem großen Arbeitssaal standen die sogenannten spanischen Webstühle, spanisch genannt, weil sie ausschließlich spanische Wolle verarbeiteten.
Die im Lagerhaus hergestellten feinen spanischen Tuche wurden für die Offiziersuniformen verwendet, während von den Heimarbeitern das gewöhnliche blaue Landtuch (Uniform für die Soldaten) und die Ausrüstung des gemeinen Soldaten hergestellt wurde.
Auf das Weben folgte das Walken, das Verfilzen der Stoffe. Gewalkt wurde auf zweierlei Art. Erstens mit Seife und Urin oder zweitens mit Urin, Erde und Öl. Der Walkvorgang dauerte etwa eine halbe Stunde, danach musste das Tuch längere Zeit in reinem Wasser gewaschen werden.
Nach dem Walken, noch bevor die Stoffe getrocknet waren, raute man die Tuche mit so genannten „Weber-Karden“. Diese wurden in ein Gerät eingespannt und über die Tuche gekratzt.
Danach wurden die Tuche auf einem „Tuchbereiterrahmen“ gespannt und dort durch Stopfen aufbereitet. Vorhandene Fehlerstellen wurden am Rande mit Bindfaden gekennzeichnet, damit der Schneider sich beim Zuschneiden der Tuche danach richten konnte. Dieser Vorgang war sehr wichtig, da dadurch vorhandene Fehler kaschiert werden konnten.